# Der größte Raubzug der Geschichte
Der größte Raubzug der Geschichte – warum die Fleißigen immer ärmer und die Reichen immer reicher werden ist ein Buch von Matthias Weik und Marc Friedrich. Es erschien am 30. Mai 2012 im Marburger Tectum Verlag und im April 2014 als aktualisierte Taschenbuchausgabe im Bastei-Lübbe-Verlag.

## Inhalt
Das Buch schildert den Verlauf der Finanz- und der Schuldenkrise aus deutscher Sicht. Außerdem enthält es Anlagetipps, wobei die Autoren für Sachwerte plädieren, und kritische Hinweise zu Praktiken an den Finanzmärkten und den dortigen Akteuren.

## Autoren
Es handelt sich um die erste Monographie der beiden Autoren Matthias Weik und Marc Friedrich. Matthias Weik und Marc Friedrich halten Seminare und Fachvorträge zum Thema Kapitalanlagen in Realgütern. Dabei vertreten sie die Position, dass aufgrund eines angeblich 2012 bevorstehenden Crashs des Finanzsystems Geldanlagen zu vermeiden und ausschließlich in Sachanlage zu investieren sei.

## Rezensionen
Die Neue Zürcher Zeitung beschrieb 2012 das Werk als „weiteres ‚Finanzkrisen-Buch‘“, das in Deutschland einen Nerv treffe. Das Buch sei teilweise etwas reißerisch und schüre Verschwörungstheorien, enthalte „aber auch einige gute Hinweise für Anleger“.

## Faktencheck 2020
Markus Neumann kam im Nachrichtenmagazin Focus in einem Faktencheck 7 Jahre nach Veröffentlichung des Buches zu dem Ergebnis, dass die Vorhersagen der „Crash-Propheten“ Weik und Friedrich „einer näheren Überprüfung nicht stand“ hielten. So behaupteten sie etwa, dass ein Crash innerhalb von 2 Jahren stattfinden sollte. Dies war 7 Jahre später noch nicht der Fall. Sie sagten aus, dass die Staatsschulden weiter ansteigen würden. Laut dem Internationalen Währungsfonds sanken diese hingegen. Sie sagten auch deutlich höhere Inflationsraten in der Euro-Zone voraus, tatsächlich sank die Inflationsrate. Sie rieten vom Kauf von Indexfonds ab und bezeichneten diese als „Irrsinn“. Tatsächlich konnten Anleger mit MSCI-World-Indexfonds in dieser Zeit eine Rendite von 170 Prozent erzielen. Wer hingegen wie von den Autoren empfohlen sein Geld in Gold anlegte, verlor 11,5 Prozent seines Kapitals.

## Ranking
Das Buch war nach Erscheinen in diversen Bestsellerlisten vertreten:
- 24 Monate auf der Manager-Magazin-Wirtschaftsbestsellerliste. Topplatzierung: 7-mal Platz 1 (Ausgabe 45/2012 … 6/2014).[9]
- 84 Wochen auf der Spiegel-Sachbuch-Paperback-Bestsellerliste. Topplatzierung: 11-mal Platz 2 (Ausgabe 7/2013, 9/2013, 11/2013, 12/2013, 14/2013 bis 20/2013).[9]
- 9 Wochen auf der Spiegel-Sachbuch-Hardcover-Bestsellerliste. Topplatzierung: 2-mal Platz 17 (Ausgabe 35/2012 und 37/2012).[9]
- Platz 10 der Spiegel-Jahres-Paperback-Bestsellerliste 2012.[10]
- Platz 3 der Spiegel-Jahres-Paperback-Bestsellerliste 2013.[11]
- Erfolgreichstes Wirtschaftsbuch 2013